# 陳起龍
陳起龍（？—？），字雲從，號念徐，浙江杭州府富陽縣人。

## 生平
萬曆四十三年（1615年）乙卯科浙江乡试举人，崇祯元年（1628年）戊辰科進士，初授建昌府推官，擢江西道监察御史，督學江南，轉廣西桂林道參議、江西南瑞道副使，十六年改任福建漳南道副使，为政不专于宽，以搏击豪强自负，而加意惠爱小民。先是知府施邦曜既去，漳城宦仆及郑芝龙家兵恣甚，起龙至，一绳以法，良善赖焉。山寇徐连攻漳浦，起龙亲率兵御之，血战累日，城赖以全。未幾卒，漳人肖像祀之南桥。

## 家族
父陳英春。